# Artemisia (botânica)
- Commons
- Wikispecies

Artemisia é um gênero botânico pertencente à família Asteraceae.

## Espécies

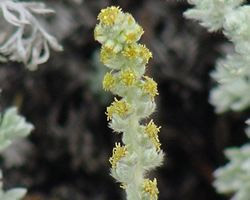
Artemisia pycnocephala

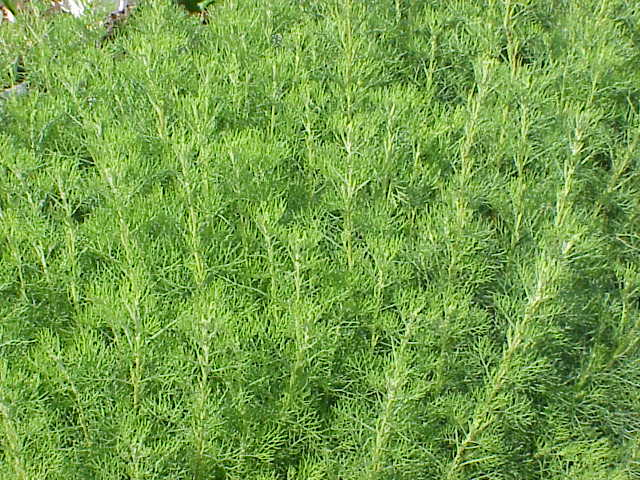
Artemisia abrotanum

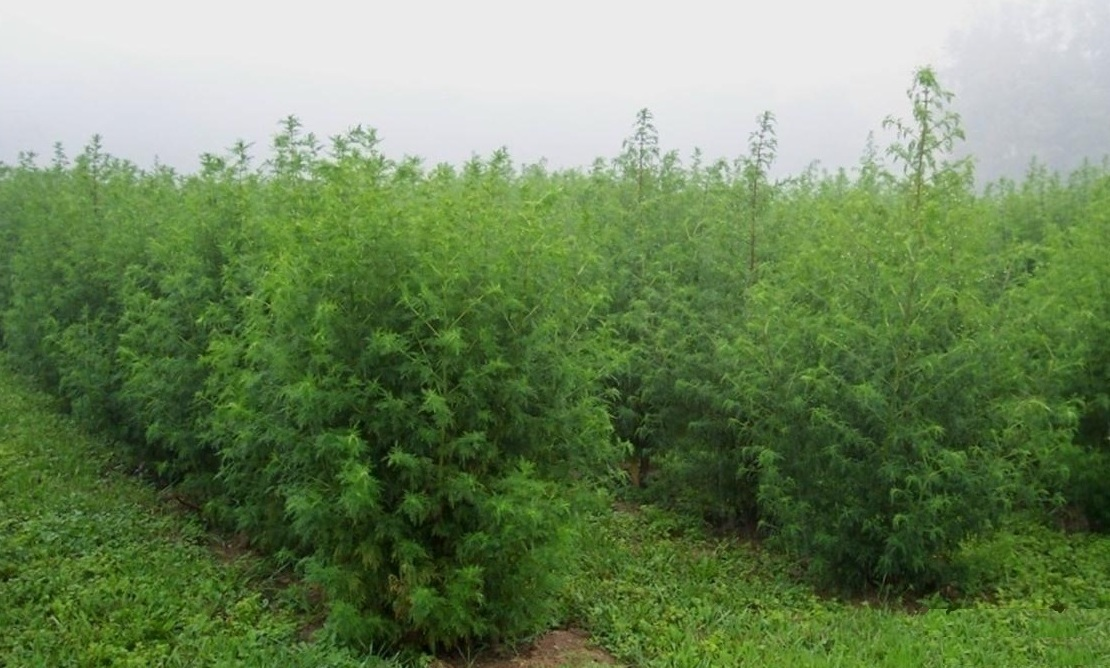
Artemisia annua

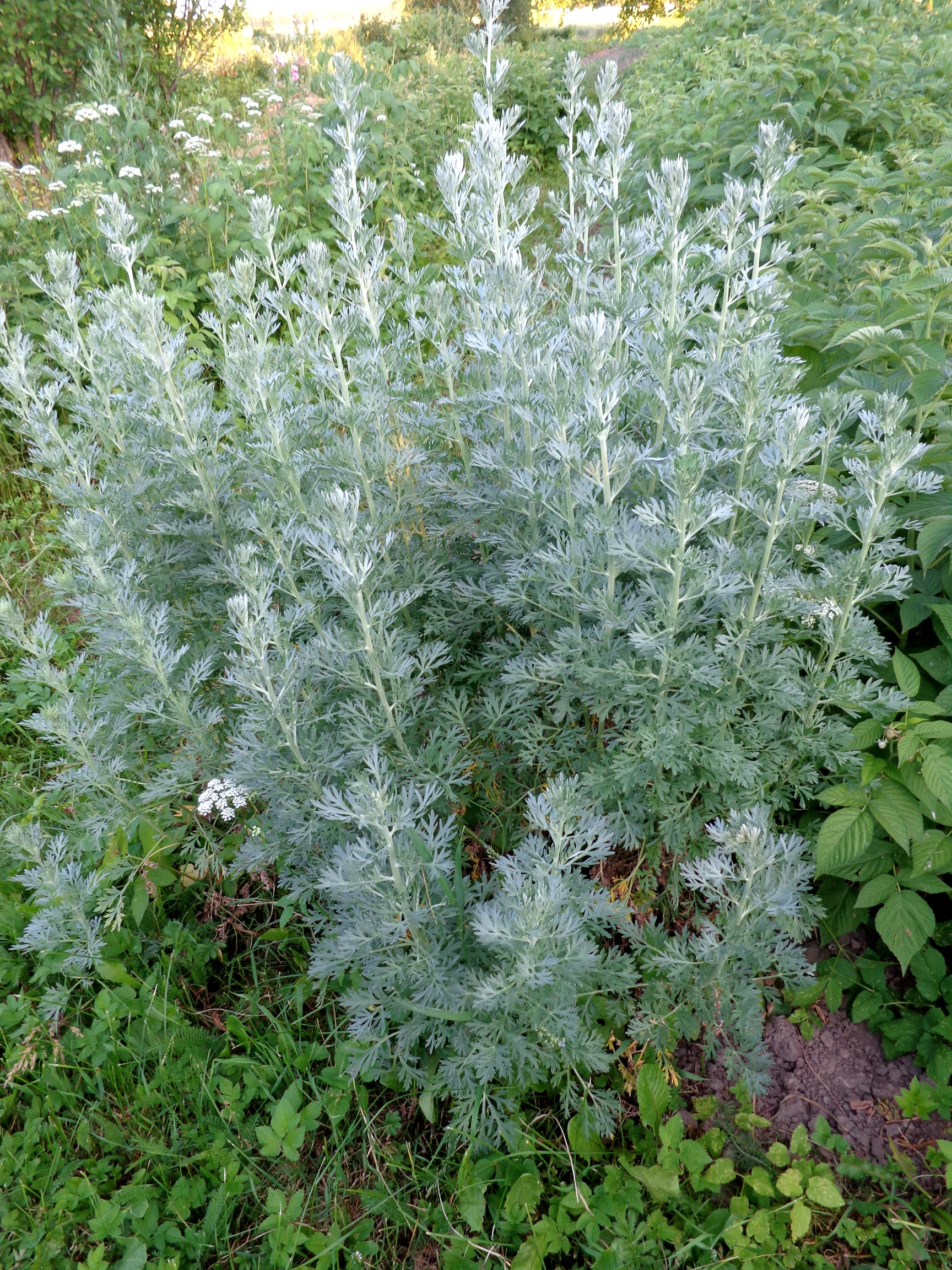
Artemisia absinthium

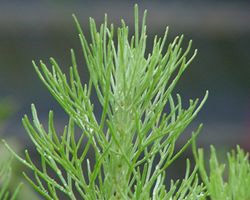
Artemisia californica

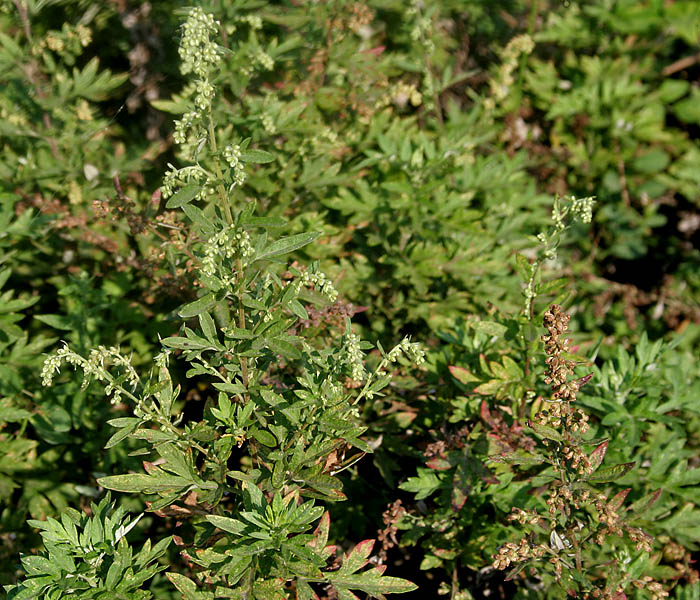
Artemisia nilagirica

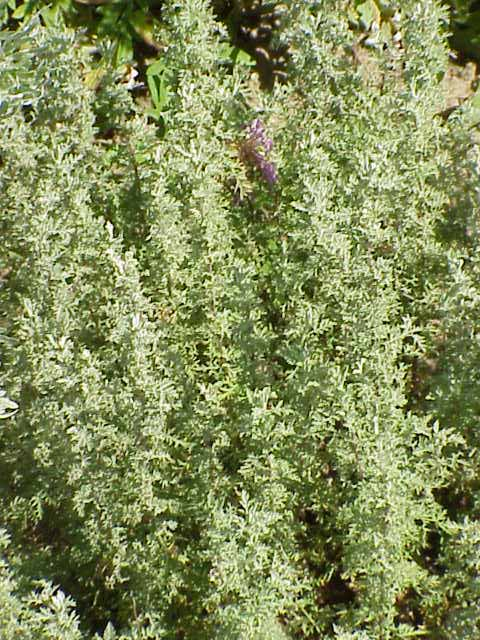
Artemisia pontica

O gênero Artemisia possui 481 espécies reconhecidas atualmente.
- A. abaensis Y.R.Ling & S.Y.Zhao
- A. abbreviata (Krasch. ex Korobkov) Krasnob.
- A. abrotanum L.
- A. absinthium L.
- A. abyssinica Sch.Bip. ex A.Rich.
- A. adamsii Besser
- A. afghanica Rech.f. & Köie
- A. aflatunensis Poljakov ex U.P.Pratov & V.V.Bakanova
- A. afra Jacq. ex Willd.
- A. aksaiensis Y.R.Ling
- A. alaskana Rydb.
- A. alba Turra
- A. albicaulis Nevski
- A. albicerata Krasch.
- A. alcockii Pamp.
- A. aleutica Hultén
- A. algeriensis Filatova
- A. alpina Pall. ex Willd.
- A. ammaniana Besser
- A. amoena Poljakov
- A. amygdalina Decne.
- A. andersiana Podlech
- A. anethifolia Weber ex Stechm.
- A. anethoides Mattf.
- A. angustissima Nakai
- A. annua L.
- A. anomala S.Moore
- A. apiacea Hance
- A. aralensis Krasch.
- A. araxina Takht.
- A. arborescens (Vaill.) L.
- A. arbuscula Nutt.
- A. arctica (Besser) Leonova
- A. arctisibirica Korobkov
- A. argentea L'Hér.
- A. argyi H.Lév. & Vaniot
- A. argyrophylla Ledeb.
- A. armeniaca Lam.
- A. arschantinica Darijma
- A. aschurbajewii C.Winkl.
- A. atlantica Coss. & Durieu
- A. atrata Lam.
- A. atrovirens Hand.-Mazz.
- A. aucheri Boiss.
- A. aurata Kom.
- A. australis Less.
- A. austriaca Jacq.
- A. austrohimalayana Y.R.Ling & Puri
- A. austroyunnanensis Ling & Y.R.Ling
- A. avarica Minat.
- A. badhysi Krasch. & Lincz. ex Poljakov
- A. baimaensis Y.R.Ling & Z.C.Chuo
- A. balchanorum Krasch.
- A. baldshuanica Krasch. & Zaprjag.
- A. banihalensis M.K.Kaul & S.K.Bakshi
- A. bargusinensis Spreng.
- A. barrelieri Besser
- A. bejdemaniae Leonova
- A. bhutanica Grierson & Spring.
- A. biennis Willd.
- A. bigelovii A.Gray
- A. blepharolepis Bunge
- A. borealisiamensis Y.R.Ling & Humphries
- A. botschantzevii Filatova
- A. bottnica Lundstr. ex Kindb.
- A. brachyloba Franch.
- A. brachyphylla Kitam.
- A. caerulescens L.
- A. caespitosa Ledeb.
- A. californica Less.
- A. calophylla Pamp.
- A. camelorum Krasch.
- A. campbellii Hook.f. & Thomson ex C.B.Clarke
- A. campestris L.
- A. cana Pursh
- A. capillaris Thunb.
- A. carruthii Alph.Wood ex Carruth.
- A. carvifolia Buch.-Ham. ex Roxb.
- A. cashemirica Kaul & Bakshi
- A. chamaemelifolia Vill.
- A. chamissoniana Besser ex Hook.
- A. chienshanica Ling & W.Wang
- A. chingii Pamp.
- A. chitachensis (Maire) Coss. ex Y.R.Ling
- A. chrysostachya Rech.f. & Köie
- A. cina Berg ex Poljakov
- A. ciniformis Krasch. & Popov ex Poljakov
- A. codonocephala Diels
- A. comaiensis Ling & Y.R.Ling
- A. commutata Besser
- A. compacta Fisch. ex DC.
- A. conaensis Ling & Y.R.Ling
- A. congesta Kitam.
- A. copa Phil.
- A. cuspidata Krasch.
- A. daghestanica Krasch. & Poretzky
- A. dahurica (Turcz.) Poljakov
- A. dalailamae Krasch.
- A. davazamczii Darijma & Kamelin
- A. debilis Kitam.
- A. demissa Krasch.
- A. densifolia Filatova
- A. depauperata Krasch.
- A. deserti Krasch.
- A. desertorum Spreng.
- A. deversa Diels
- A. dimoana Popov
- A. disjuncta Krasch.
- A. divaricata (Pamp.) Pamp.
- A. dolosa Krasch.
- A. domingensis Urb.
- A. douglasiana Besser ex Besser
- A. dracunculiformis Krasch.
- A. dracunculus L.
- A. dubia L. ex B.D.Jacks.
- A. dumosa Poljakov
- A. duthreuil-de-rhinsi Krasch.
- A. echegarayi Hieron.
- A. eldarica Rzazade
- A. elenae Kupr.
- A. emeiensis Y.R.Ling
- A. eriopoda Bunge
- A. erlangshanensis Ling & Y.R.Ling
- A. fauriei Nakai
- A. feddei H.Lév. & Vaniot
- A. ferganensis Krasch. ex Poljakov
- A. filatovae Kuorijanov
- A. filifolia Torr.
- A. filiformilobulata Y.R.Ling & Puri
- A. finita Kitag.
- A. flaccida Hand.-Mazz.
- A. flahaultii Emb. & Maire
- A. fontanesiana Besser
- A. forrestii W.W.Sm.
- A. fragrans Willd.
- A. franserioides Greene
- A. freyniana (Pamp.) Krasch.
- A. frigida Willd.
- A. fukudo Makino
- A. fulgens Pamp.
- A. furcata M.Bieb.
- A. galinae Ikonn.
- A. gansuensis Ling & Y.R.Ling
- A. genipi Weber ex Stechm.
- A. gilvescens Miq.
- A. giraldii Pamp.
- A. glabella Kar. & Kir.
- A. glacialis L.
- A. glanduligera Krasch. ex Poljakov
- A. globosa Krasch.
- A. globosoides Ling & Y.R.Ling
- A. globularia Cham. ex Besser
- A. glomerata Ledeb.
- A. gmelinii Weber ex Stechm.
- A. gobica (Krasch.) Grubov
- A. gongshanensis Y.R.Ling & Humphries
- A. gorgonum Webb
- A. gracilescens Krasch. & Iljin
- A. granatensis Boiss.
- A. grubovii Filatova
- A. gurganica (Krasch.) Filat.
- A. gyangzeensis Ling & Y.R.Ling
- A. gyitangensis Ling & Y.R.Ling
- A. gypsacea "Krasch., Popov & Lincz. ex Poljakov"
- A. hallaisanensis Nakai
- A. halodendron Turcz. ex Besser
- A. halophila Krasch.
- A. hancei (Pamp.) Ling & Y.R.Ling
- A. haussknechtii Boiss.
- A. hedinii Ostenf.
- A. henriettae Krasch.
- A. herba-alba Asso
- A. hippolyti Butkov
- A. hololeuca M.Bieb. ex Besser
- A. huguetii Caball.
- A. hulteniana Vorosch.
- A. ifranensis J.Didier
- A. igniaria Maxim.
- A. implicata Leonova
- A. imponens Pamp.
- A. incana (L.) Druce
- A. incisa Pamp.
- A. inculta Delile
- A. indica Willd.
- A. insipida Vill.
- A. insulana Krasch.
- A. insularis Kitam.
- A. integrifolia Richards.
- A. iskenderiana Rzazade
- A. issaevii Rzazade
- A. issykkulensis Poljakov
- A. jacutica Drobow
- A. japonica Thunb.
- A. jaxartica Poljakov
- A. jilongensis Y.R.Ling & Humphries
- A. jordanica Danin
- A. judaica L.
- A. junatovii Filatova
- A. juncea Kar. & Kir.
- A. kanashiroi Kitam.
- A. kangmarensis Ling & Y.R.Ling
- A. karavajevii Leonova
- A. kasakorum (Krasch.) Pavlov
- A. kaschgarica Krasch.
- A. kauaiensis (Skottsb.) Skottsb.
- A. kawakamii Hayata
- A. keiskeana Miq.
- A. kelleri Krasch.
- A. kemrudica Krasch.
- A. kitadakensis Hara & Kitam.
- A. klementzae Krasch.
- A. klotzchiana Besser
- A. knorringiana Krasch.
- A. kochiiformis Krasch. & Lincz. ex Poljakov
- A. koidzumii Nakai
- A. kopetdaghensis "Krasch., Popov & Lincz. ex Poljakov"
- A. korovinii Poljakov
- A. kotuchovii Kupr.
- A. kruhsiana Besser
- A. kuschakewiczii C.Winkl.
- A. laciniata Willd.
- A. lactiflora Wall. ex DC.
- A. lagocephala (Fisch. ex Besser) DC.
- A. lagopus Fisch. ex Besser
- A. lancea Vaniot
- A. latifolia Ledeb.
- A. ledebouriana Besser
- A. lehmaniana Hook.f.
- A. lehmanniana Bunge
- A. lercheana Weber ex Stechm.
- A. lerchiana Weber
- A. lessingiana Besser
- A. leucodes Schrenk
- A. leucophylla (Turcz. ex Besser) Turcz. ex C.B.Clarke
- A. liaotungensis Kitag.
- A. limosa Koidz.
- A. lipskyi Poljakov
- A. littoricola Kitam.
- A. liukiuensis Kitam.
- A. lobulifolia Boiss.
- A. longifolia Nutt.
- A. loureiroi Kostel.
- A. lucentica "O. de Bolos, Vallès & J. Vigo"
- A. ludoviciana Nutt.
- A. luxurians Ghesq. ex Cavaco & Keraudr.
- A. macilenta (Maxim.) Krasch.
- A. macivarae Hutch. & Dalziel
- A. macrantha Ledeb.
- A. macrocephala Jacquem. ex Besser
- A. macrorhiza Turcz.
- A. magellanica Sch.Bip.
- A. mairei H.Lév.
- A. mandschurica (Kom.) Kom.
- A. mangolica Fisch. ex Bess.
- A. manshurica (Kom.) Kom.
- A. marcellii Pamp.
- A. maritima L.
- A. maroccana Coss.
- A. mattfeldii Pamp.
- A. mauiensis (A.Gray) Skottsb.
- A. maximovicziana (Schum.) Krasch. ex Poljakov
- A. medioxima Krasch. ex Poljakov
- A. mesatlantica Maire
- A. messerschmidtiana Besser
- A. mexicana Willd.
- A. michauxiana Besser
- A. minor Jacquem. ex Besser
- A. molinieri "Quézel, M.Barbero & R.J.Loisel"
- A. mollis J.Gay ex DC.
- A. mollissima D.Don
- A. molluccana Roxb.
- A. mongolica (Fisch. ex Besser) Fisch. ex Nakai
- A. monophylla Kitam.
- A. monosperma Delile
- A. montana (Nakai) Pamp.
- A. moorcroftiana Wall.
- A. morrisonensis Hayata
- A. multiflora Trev.
- A. multisecta Leonova
- A. myriantha Wall. ex Besser
- A. nachitschevanica Rzazade
- A. nakaii Pamp.
- A. namanganica Poljakov
- A. nanschanica Krasch.
- A. negrei Ouyahya
- A. nesiotica P.H.Raven
- A. niitakayamensis Hayata
- A. nilagirica (C.B.Clarke) Pamp.
- A. nitida Bertol.
- A. nitrosa Weber ex Stechm.
- A. nortonii Pamp.
- A. norvegica Fr.
- A. nova A.Nelson
- A. nujianensis (Ling & Y.R.Ling) Y.R.Ling
- A. nutans Willd.
- A. obtusiloba Ledeb.
- A. occidentalisichuanensis Y.R.Ling & S.Y.Zhao
- A. occidentalisinensis Y.R.Ling
- A. oelandica (Besser) Krasch.
- A. olchonensis Leonova
- A. olgensis Vorosch.
- A. oligocarpa Hayata
- A. olivieri J.Gay ex DC.
- A. oranensis (Debeaux) Filatova
- A. ordosica Krasch.
- A. orientalihengduangensis Ling & Y.R.Ling
- A. orientalixizangensis Y.R.Ling & Humphries
- A. orientaliyunnanensis Y.R.Ling
- A. oxycephala Kitag.
- A. packardiae J.W.Grimes & Ertter
- A. pallens Wall. ex DC.
- A. palmeri A.Gray
- A. palustris L.
- A. pamirica C.Winkl.
- A. pancicii Ronniger ex Danihelka & Marhold
- A. pannosa Krasch.
- A. papposa S.F.Blake & Cronquist
- A. parviflora Roxb. ex D.Don
- A. pattersonii A.Gray
- A. pauciflora Weber ex Stechm.
- A. pedatifida Nutt.
- A. pedemontana Balb.
- A. pedunculosa Miq.
- A. pengchuoensis Y.R.Ling & S.Y.Zhao
- A. persica Boiss.
- A. pewzowii C.Winkl.
- A. phaeolepis Krasch.
- A. phyllobotrys (Hand.-Mazz.) Ling & Y.R.Ling
- A. pineticola Kupr.
- A. poljakovii Filatova
- A. polybotryoidea Y.R.Ling
- A. polysticha Poljakov
- A. pontica L.
- A. porrecta Krasch. ex Poljakov
- A. porteri Cronquist
- A. potentillifolia H.Lév.
- A. prasina Krasch. ex Poljakov
- A. prattii (Pamp.) Ling & Y.R.Ling
- A. prilipkoana Rzazade
- A. princeps Pamp.
- A. pringlei Greenm.
- A. prolixa Krasch. ex Poljakov
- A. przewalskii Krasch.
- A. pubescens Ledeb.
- A. punctigera Krasch. ex Poljakov
- A. pycnocephala (Less.) DC.
- A. pycnorhiza Ledeb.
- A. pygmaea A.Gray
- A. qinlingensis Ling & Y.R.Ling
- A. quinqueloba Trautv.
- A. radicans Kupr.
- A. ramosa Buch
- A. remotiloba Krasch. ex Poljakov
- A. reptans C.Sm. ex Link
- A. rhodantha Rupr.
- A. rigida (Nutt.) A.Gray
- A. robusta (Pamp.) Ling & Y.R.Ling
- A. rosthornii Pamp.
- A. rothrockii A.Gray
- A. roxburghiana Wall. ex Besser
- A. rubripes Nakai
- A. rupestris L.
- A. rutifolia Stephan ex Spreng.
- A. saharae Pomel
- A. saissanica (Krasch.) Filatova
- A. saitoana Kitam.
- A. salsoloides Willd.
- A. samoiedorum Pamp.
- A. santolina Schrenk
- A. santolinifolia Turcz. ex Krasch.
- A. santonicum L.
- A. saposhnikovii Krasch. ex Poljakov
- A. sarawschanica C.Winkl.
- A. saxicola Rydb.
- A. schimperi Sch.Bip. ex Engl.
- A. schischkinii Krasch.
- A. schlagintweitiana Klatt
- A. schmidtiana Maxim.
- A. schrenkiana Ledeb.
- A. scoparia Waldst. & Kitam.
- A. scopiformis Ledeb.
- A. scopulorum A.Gray
- A. scotina Nevski
- A. semiarida (Krasch. & Lavrenko) Filatova
- A. senjavinensis Besser
- A. sericea Weber ex Stechm.
- A. serotina Bunge
- A. serrata Nutt.
- A. shangnanensis Ling & Y.R.Ling
- A. shennongjiaensis Ling & Y.R.Ling
- A. sichuanensis Ling & Y.R.Ling
- A. sieberi Besser
- A. sieversiana Ehrh.
- A. simulans Pamp.
- A. sinanensis Y.Yabe
- A. sinensis (Pamp.) Ling & Y.R.Ling
- A. siversiana Ehrh. ex Willd.
- A. smithii Mattf.
- A. sodiroi Hieron. ex Sodiro
- A. sogdiana Bunge
- A. somai Hayata
- A. songarica Schrenk
- A. speciosa (Pamp.) Ling & Y.R.Ling
- A. sphaerocephala Krasch.
- A. spiciformis Osterh.
- A. spicigera K.Koch
- A. splendens Willd.
- A. stelleriana Besser
- A. stenocephala Krasch. ex Poljakov
- A. stipularis Urb. & Ekman
- A. stolonifera (Maxim.) Kom.
- A. stricta Edgew.
- A. subdigitata Mattf.
- A. sublessingiana Krasch. ex Poljakov
- A. subsericea Rouy
- A. succulenta Ledeb.
- A. succulentoides Ling & Y.R.Ling
- A. suksdorfii Piper
- A. swatensis Podlech
- A. sylvatica Maxim.
- A. sylviana F.O.Wolf
- A. szowitziana (Besser) Grossh.
- A. tafelii Mattf.
- A. taibaishanensis Y.R.Ling & Humphries
- A. tainingensis Hand.-Mazz.
- A. tanacetifolia L.
- A. tangutica Pamp.
- A. taurica Willd.
- A. tenuis Rydb.
- A. tenuisecta Nevski
- A. terrae-albae Krasch.
- A. thellungiana Pamp.
- A. thuscula Cav.
- A. tilesii Ledeb.
- A. tilhoana Quézel
- A. togusbulakensis O.Fedtsch.
- A. tomentella Trautv.
- A. tournefortiana Rchb.
- A. transbaicalensis Leonova
- A. transiliensis Poljakov
- A. trautvetteriana Besser
- A. tridactyla Hand.-Mazz.
- A. tridentata Nutt.
- A. triniana Besser
- A. tripartita (Nutt.) Rydb.
- A. tsugitakaensis (Kitam.) Ling & Y.R.Ling
- A. tsuneoi Tatew. & Kitam.
- A. tukuchaensis Kitam.
- A. turanica Krasch.
- A. turkestanica Franch.
- A. umbelliformis Lam.
- A. umbrosa (Besser) Turcz.
- A. vachanica Krasch. ex Poljakov
- A. vahliana Kostel.
- A. valentina Lam.
- A. valida Krasch. ex Poljakov
- A. vallesiaca All.
- A. velutina Pamp.
- A. verbenacea (Kom.) Kitag.
- A. verlotiorum Lamotte
- A. vestica Wall.
- A. vestita Wall. ex Besser
- A. vexans Pamp.
- A. viridisquama Kitam.
- A. viridissima (Kom.) Pamp.
- A. viscida (Mattf.) Pamp.
- A. viscidissima Ling & Y.R.Ling
- A. vulgaris L.
- A. waltonii J.R.Drumm. ex Pamp.
- A. wellbyi Hemsl. & H.Pearson
- A. wudanica S.L.Liou & W.Wang
- A. wurzellii C.M.James & Stace
- A. xanthochloa Krasch.
- A. xerophytica Krasch.
- A. xigazeensis Ling & Y.R.Ling
- A. yadongensis Ling & Y.R.Ling
- A. yongii Y.R.Ling
- A. younghusbandii J.R.Drumm. ex Pamp.
- A. yunnanensis Jeffrey
- A. zayuensis Ling & Y.R.Ling
- A. zhongdianensis Y.R.Ling

## Classificação do gênero
| Sistema | Classificação                                | Referência               |
| ------- | -------------------------------------------- | ------------------------ |
| Linné   | Classe Syngenesia, ordem Polygamia superflua | Species plantarum (1753) |

## Efeitos colaterais

### Alergias
O pólen da artemísia é uma das principais fontes de febre do feno e asma alérgica no norte da Europa, América do Norte e partes da Ásia. O pólen de artemísia geralmente viaja menos de 2.000 metros. A maior concentração de pólen de artemísia é geralmente encontrada entre 9 e 11 da manhã. A associação finlandesa de alergia recomenda rasgar como método de erradicar a artemísia. Sabe-se que rasgar a artemísia diminui o efeito da alergia, já que o pólen voa apenas uma curta distância. Corte as flores antes que desabrochem para evitar alérgenos e a reprodução da planta.

### Toxicidade
A artemísia geralmente contém o composto de neurotoxina tujona, embora isso varie muito de acordo com a espécie e as condições ambientais em que a planta é cultivada. Acredita-se que a toxicidade para humanos seja fraca, embora alguns estudos tenham relacionado altas concentrações de tujona a convulsões e um efeito abortivo. O Manual de Segurança Botânica sugere que a artemísia não seja usada durante a gravidez, a menos que esteja sob a supervisão de um médico especialista. Em casos raros, pequenas reações alérgicas na pele foram registradas em relação à moxabustão ou à queima de artemísia seca.